# 1994-es NHL Supplemental Draft
Az 1994-es NHL Supplemental Draft a kilencedik és egyben utolsó supplemental draft volt, amelyre 1994. június 28-án került sor.
| #   | Játékos           | Poszt       | Nemzetiség                | NHL-csapat              | Egyetem (Liga)                    |
| --- | ----------------- | ----------- | ------------------------- | ----------------------- | --------------------------------- |
| 1.  | Sean McCann       | Védő        | Kanada                    | Florida Panthers        | Harvard Egyetem (ECAC)            |
| 2.  | Steve Rucchin     | Center      | Kanada                    | Mighty Ducks of Anaheim | Nyugat-Ontariói Egyetem (OUAA)    |
| 3.  | Steve Guolla      | Bal szélső  | Kanada                    | Ottawa Senators         | Michigani Állami Egyetem (CCHA)   |
| 4.  | Randy Stevens     | Jobb szélső | Amerikai Egyesült Államok | Winnipeg Jets           | Michigani Műszaki Egyetem (WCHA)  |
| 5.  | Steve Martins     | Center      | Kanada                    | Hartford Whalers        | Harvard Egyetem (ECAC)            |
| 6.  | Chad Dameworth    | Védő        | Amerikai Egyesült Államok | Edmonton Oilers         | Észak-Michigani Egyetem (CCHA)    |
| 7.  | Quinn Fair        | Védő        | Kanada                    | Los Angeles Kings       | Kent Állami Egyetem (NCAA)        |
| 8.  | François Bouchard | Védő        | Kanada                    | Tampa Bay Lightning     | Északkeleti Egyetem (Hockey East) |
| 9.  | Reid Simonton     | Védő        | Kanada                    | Québec Nordiques        | Union College (ECAC)              |
| 10. | Kirk Nielsen      | Jobb szélső | Amerikai Egyesült Államok | Philadelphia Flyers     | Harvard Egyetem (ECAC)            |